# 국민전체회의
국민전체회의(아랍어: المؤتمر الشعبي العام , GPC, General People's Congress)는 예멘의 정당이다. 1982년 8월 24일에 예멘 사나에서 창당되었으며, 예멘의 전 대통령이었던 알리 압둘라 살레의 소속 정당이었기도 했다. 민족주의적 노선을 걷고 있으며, 공식 이념은 범아랍주의에 근거한 아랍민족주의이다. 예멘 하원 301석 중, 238석을 점유하고 있으므로 예멘 하원에서의 다수당이다. 2011년 예멘 봉기로 인한 알리 압둘라 살레 대통령 하야 이후 당선된 압드라보 만수르 하디 대통령도 역시 국민전체회의 소속이므로, 이 당은 1994년 10월 1일부터 현재까지 꾸준히 여당자리를 유지하고 있다.